# HMS Amethyst (U16)
Pour les autres navires du même nom, voir HMS Amethyst.
Le HMS Amethyst (U16/F116) est un sloop britannique de classe Black Swan modifié de la Royal Navy. Mis en chantier par les chantiers Alexander Stephen and Sons de Linthouse, à Glasgow le 25 mars 1942, il fut lancé le 7 mai 1943 et mis en service le 2 novembre 1943 sous le Pennant number U16. 

Après la Seconde Guerre mondiale, il fut transformé et renommé frégate, sous le Pennant number F116. Celle-ci est surtout connue pour un incident survenu en 1949 sur le Yangtsé : attaquée par l'armée populaire de libération chinoise le 20 avril, elle ne réussit à quitter le fleuve que dans la nuit du 30 au 31 juillet.

## Seconde Guerre mondiale
L’Amethyst joua surtout un rôle d'escorte et de lutte anti sous-marine pour la protection des convois en Atlantique nord et en Méditerranée.
Le 20 février 1945, elle attaqua et coula au sud de Waterford l’U-Boot U-1276 avec des grenades anti-sous-marines. L’U-1276 venait de couler le HMS Vervain, une corvette de la classe Flower.  L'action a eu lieu dans l'Atlantique Nord, au sud de Waterford, et a entraîné la perte des 49 membres d'équipage de l'U-Boot.
Au cours de la guerre, l’Amethyst fut aussi créditée, avec les sloops Starling, Peacock et Hart et la frégate Loch Craggie, d'avoir coulé l'U-482 dans la Manche le 16 janvier 1945. L'Amirauté lui en retira le crédit après la guerre.

## L'incident du Yang Tsé

Situation de Nankin, juste en amont du delta du fleuve.

En avril 1949, les HMS Amethyst, Consort, London et HMS Black Swan sont chargés par le gouvernement de défendre les intérêts et les sujets britanniques en Chine, où se déroulent les derniers soubresauts de la guerre civile chinoise entre les troupes de la République de Chine (ex-Kuomintang) et l'armée populaire de libération communiste.
Le 20 avril 1949, alors que les troupes de l'armée populaire de libération sont sur le point de prendre Nankin (elle tombera le 23), le HMS Amethyst (U16) remonte le cours du Yang Tsé Kiang pour se rendre à son ambassade dans la ville, où elle doit remplacer le HMS Consort. Sur le fleuve se trouvent également des navires de l'armée de la République de Chine, qui tirent sur les positions communistes, faisant de nombreuses victimes. Selon la Royal Navy, vers 8 h 30, après des rafales d'armes légères, un canon de campagne de l'armée populaire de libération situé sur la rive nord du fleuve tire une salve d'une dizaine d'obus en direction du navire. Ceux-ci étaient trop courts et furent interprétés comme faisant partie du bombardement des forces nationalistes présentes sur l'autre rive. La frégate accéléra et déploya un grand Union Flag de chaque côté du navire, ce qui fit cesser les tirs.
À 9 h 30, alors que l’Amethyst s'approche de Jiangyin, elle est, sans avertissement, la cible d'une deuxième batterie communiste. Le premier obus passe au-dessus du navire, mais le second blesse l'homme de barre, et l’Amethyst s'échoue sur l'île Rose. La passerelle de commandement est aussi touchée, tuant le capitaine B. M. Skinner et blessant le lieutenant Geoffrey Weston, avant qu'il ait eu le temps de faire passer l'ordre du capitaine de riposter. D'autres obus endommagent la coque, et finalement le générateur électrique, juste après le dernier message de Weston : « Sous feu nourri. Suis échoué position approx. 31,10' Nord 119,50' Est. Pertes très nombreuses. » La coupure d'électricité met aussi hors-service le gyrocompas et les systèmes de contrôle de tirs électriques. L’Amethyst est hors d'état de repartir.
La frégate s'est échouée de telle sorte qu'aucune de ses deux tourelles avant ne peut tirer sur les batteries chinoises, la tourelle de poupe pouvant seule riposter. Elle tire une trentaine d'obus avant d'être touchée, ce qui met un de ses deux canons hors-service. Le dernier canon tire encore quelques coups avant que Weston lui ordonne de cesser le feu, dans l'espoir que les batteries communistes fassent de même. Celles-ci continuent cependant à lui expédier des obus de moyen et gros calibre, lui infligeant des dégâts et des pertes supplémentaires. Weston ordonne aux marins indemnes de prendre les carabines Lee-Enfield et les mitrailleuses Bren et de se préparer à repousser un abordage.
Entre 10 h et 10 h 30, Weston ordonne l'évacuation du gros de l'équipage. Ceux qui peuvent nager sautent par-dessus bord, tandis que ceux qui ne savent pas et les blessés capables de marcher utilisent la seule chaloupe encore intacte. Cinquante-neuf matelots et quatre employés chinois du mess réussissent à atteindre la rive sud contrôlée par le Kuomintang, mais la plupart sont atteints dans l'eau par les tirs de mitrailleuse et d'artillerie de l'armée populaire. Les survivants sont transportés dans un hôpital de l'armée nationaliste, avant d'être renvoyés à Shanghai par camion. Restent à bord environ 40 hommes indemnes, 12 blessés et 15 morts. Le bombardement a cessé, mais personne ne peut bouger sans attirer l'attention des tireurs d'élite de l'armée populaire.

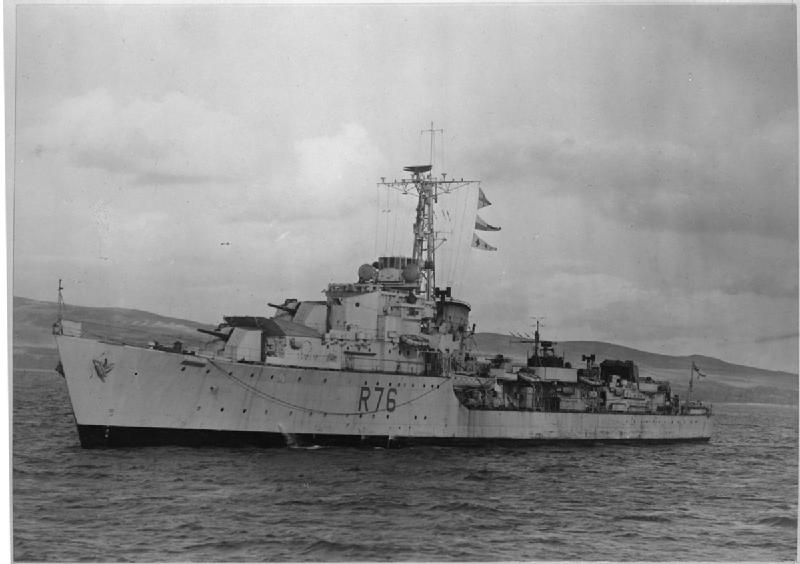
Le HMS Consort en 1945.

Lorsque le bombardement cesse vers 11 h, 22 hommes ont été tués et 31 blessés. L’Amethyst a été touchée plus de 50 fois et des trous sous la ligne de flottaison sont colmatés avec des hamacs et des matelas. Pendant ce temps, le destroyer HMS Consort, arborant sept White Ensigns et trois Union Flags, arrive de Nankin à 29 nœuds. Il est attaqué par les batteries côtières et riposte avec ses canons de 114 mm, avant d'essayer de prendre l’Amethyst en remorque. Il est cependant pris sous un feu nourri et doit abandonner sa tentative, avec 10 morts et 23 blessés.
Le 22 avril, le lieutenant Geoffrey Weston réussit à remettre l’Amethyst à flot et à la mettre hors de portée de l'artillerie de l'armée populaire de libération. L'attaché naval britannique John Simon Kerans monte à bord plus tard dans la journée et le remplace au commandement.

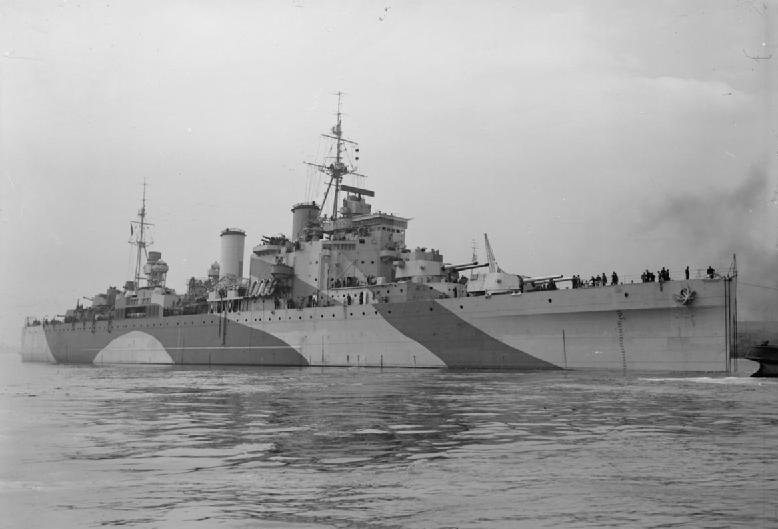
Le HMS London en 1943.

Le 26 avril, le navire réussit à se déséchouer et va s'ancrer un peu plus en amont en face de Fu Te Wei. Plus tard le même jour, il reçoit le message suivant : « Les navires HM London et Black Swan remontent le fleuve pour escorter l’Amethyst. Préparez-vous à bouger. » Cependant le London (un croiseur) et le Black Swan (un ex-sloop de classe Black Swan transformé en frégate, comme l’Amethyst) sont pris sous un feu nourri et doivent battre en retraite avec 3 morts et 14 blessés. (Dans les documents chinois cet affrontement a eu lieu le 22 avril.)

### Le sauvetage de l’Amethyst

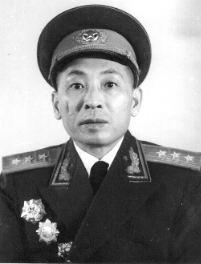
Ye Fei en 1955.

L’Amethyst resta assiégée par l'armée populaire de libération pendant dix semaines, sans possibilité d'approvisionnement. L'équipage souffre de la faim, de la soif et de l'isolement. Les négociations piétinent, car Kerans refuse d'accepter la demande du Major Kung que les Britanniques reconnaissent avoir envahi les eaux chinoises et ouvert le feu les premiers sur l'armée populaire de libération. Les communistes ne reconnaissant pas les traités passés entre la République de Chine et les Britanniques, ils considéraient qu'il était illégal pour l’Amethyst de naviguer sur le Yang Tsé Kiang. Le 30 avril, l'armée populaire de libération demanda que la Grande-Bretagne, les États-Unis et la France retirent immédiatement leurs forces de toute la Chine. Ce n'est qu'en 1988 que le général Ye Fei (1914-1999) admit que c'étaient ses troupes qui avaient tiré les premières ; durant les négociations, les communistes tinrent toujours le discours inverse.
Le 30 juillet 1949, vers 10 heures du soir, l’Amethyst lève les amarres et commence à descendre le fleuve dans l'obscurité, tentant de passer inaperçu pour rejoindre la haute-mer à 200 km de là, entre les deux rives truffées de postes d’artilleries communistes. On déroule le long de sa coque des bâches sombres pour camoufler le maximum de sa coque, et tout ce qui est blanc est peint en noir. Un message secret est envoyé au destroyer Concord, qui croise au large des côtes chinoises : « Top secret, commandant en chef et Concord, de Kerans. Vais essayer forcer blocus à dix heures, ce soir 30 juillet. Concord surveiller 8290 kilohertz. » L’Amethyst doit impérativement passer devant le dernier poste communiste de Kiangyin avant l’aube, car celui-ci possède une artillerie lourde et l’embouchure du chenal est jonchée de navires coulés, ce qui constitue un sérieux obstacle.
À ce moment, un cargo chinois, le Kiang Ling Liberation, passe à proximité de l’Amethyst. Le commandant, comprenant qu’il s’agit d’un hasard à saisir, fait immédiatement lever l’ancre pour le suivre parmi les bancs de sable et passer avec lui les postes de l'armée populaire de libération.
Le premier obstacle passé avec succès, les deux bâtiments s’approchent ensuite d’une batterie connue, Tachiang, qui lance une fusée éclairante, à laquelle le navire chinois répond par trois brefs coups de sirène. Une seconde fusée éclate au-dessus de l’Amethyst, illuminant la nuit ; le commandant Kerans voit dans la pénombre une barge s’approcher de son navire et comprend la situation. L’Amethyst fonçant à toute vapeur est la cible de tirs de mitrailleuses, mais le cargo chinois, croyant qu’il s’agit de nationalistes, fait aussi feu sur la barge. Dans la panique générale, la frégate britannique est obligée de se servir aussi de ses armes, ouvre le feu vers les batteries côtières, et dans une épaisse fumée noire échappée du cargo chinois en feu qui lui fait écran, arrive à échapper aux tirs.
L’état des dégâts est alarmant, de l’eau s’infiltre dans la salle des machines et un trou est visible au-dessous de la ligne de flottaison… les marins pompent et colmatent provisoirement la déchirure.
L’Amethyst n’a que six heures pour quitter l’embouchure avant l’aube, les machines sont au maximum, la vitesse de 22 nœuds (41 km/h), et l’équipage retient son souffle. Une fusée éclairante vient percer la nuit, des obus sont tirés. Le commandant du Concord reçoit un message de l’amiral Brind : « Si Amethyst passe Wu-Sung à l’aube, du large, mettez vos batteries en action si le fort ouvre le feu. »
À 5 h le 31 juillet, tous feux éteints, l’Amethyst approche des forts de Wusong (Wu-Sung) et Par Shan, dont les projecteurs balaient le fleuve. À pleine vitesse (23 nœuds), elle brise le barrage à l'embouchure du fleuve et entre en contact avec le HMS Concord, qui l'escorte jusqu'à Hong Kong, où elle arrive le 11 août. Elle envoya le message suivant : « Avons rejoint la flotte au large de Woosung... God save the King. »
Selon les archives chinoises, l'armée populaire de libération aurait ordonné à l’Amethyst de stopper, « mais elle a ouvert le feu, coulé plusieurs jonques et s'est enfuie du fleuve. »
Les marins rescapés de cette évasion ont défilé à Londres pour recevoir les félicitations du Roi et de la Reine d'Angleterre. Simon, le chat du navire, a reçu la Médaille Dickin.

## Fin de l’Amethyst
La frégate a pris part à la guerre de Corée en 1951. Une fois hors service,
elle a été achetée par une compagnie cinématographique pour tourner un film retraçant cette aventure : Commando sur le Yang-Tsé, réalisé par Michael Anderson. Comme ses moteurs ne fonctionnaient plus, les plans de ses déplacements ont été tournés avec un de ses sister-ships, le HMS Magpie (U82). Le film est sorti le 1er avril 1957. Mais depuis le 19 janvier, l’Amethyst avait été envoyée à la casse à Plymouth.